# Architis helveola
Architis helveola là một loài nhện trong họ Pisauridae.
Loài này thuộc chi Architis. Architis helveola được Eugène Simon miêu tả năm 1898.